# 下茹越乡
下茹越乡，是中华人民共和国山西省忻州市繁峙县下辖的一个乡镇级行政单位。

## 行政区划
下茹越乡下辖以下地区：
福连坊村、下茹越村、瓦磁地村、大沟村、大王岭村、赵家峪村、下寨村、塔西沟村、上寨村、六郎寨村、侍倚堡村、小坨村、西水泉村、左家窑村、乔家窑村、晋王殿村和苏孟庄村。